# کاترین مدیچی
کاترین مدیچی (به ایتالیایی: Caterina de' Medici) (زاده ۱۳ آوریل ۱۵۱۹ – درگذشته ۵ ژانویه ۱۵۸۹) اشراف‌زاده‌ای ایتالیایی بود که به مدت ۱۲ سال ملکه فرانسه بود و سپس به مدت ۳۰ سال به عنوان ملکه مادر نقش اصلی را در اداره حکومت فرانسه در دوران حکومت پسرانش تا هنگام مرگش داشت. وی همچنین به مدت تقریباً ۵ سال نایب السلطنه فرانسه بود و در طول دوره نیابت خود قدرت فراوانی گرفت و بعد از تمام شدن دوره حکومتش به عنوان نایب السلطنه با قدرت فوق‌العاده‌ای که داشت همواره نفوذ خود را بر حکومت فرانسه اعمال می‌کرد و پسرانش را مجبور به پیروی از دستوراتش می‌ساخت. او همچنین به‌طور مؤثر نقش اصلی در کشتار سن‌بارتلمی، بزرگ‌ترین کشتار مذهبی تاریخ اروپا، داشت.

## زادگاه و پرورش
کاترین مدیچی در ۱۳ آوریل ۱۵۱۹ در فلورانس، جمهوری فلورانس، به دنیا آمد. نام کامل او «کاترینا ماریا رومولا مدیچی» بود و از خاندان مشهور مدیچی، یکی از قدرتمندترین خانواده‌های بانفوذ در تاریخ رنسانس ایتالیا، می‌آمد.

### تولد و یتیمی زودهنگام
- پدرش لورنزو مدیچی، دوک اوربینو، و مادرش مادلن دو لا تور دو اوورنی، کنتس بولونی، تنها یک سال پیش از تولد او ازدواج کرده بودند.
- این ازدواج بخشی از اتحاد سیاسی میان شاه فرانسیس اول فرانسه و پاپ لئو دهم (عموی لورنزو) علیه امپراتور مقدس روم، ماکسیمیلیان اول بود.
- کاترین تنها چند روز پس از تولدش، هر دو والدینش را از دست داد: مادرش در ۲۸ آوریل بر اثر تب زایمان و پدرش در ۴ مه درگذشت.

### سرپرستی و تربیت اولیه
- ابتدا مادربزرگ پدری‌اش، آلفونسینا اورسینی، از او مراقبت کرد.
- پس از مرگ آلفونسینا در سال ۱۵۲۰، کاترین تحت سرپرستی عمه‌اش، کلاریس مدیچی، بزرگ شد.
- در سال ۱۵۲۳، عمویش جولیو مدیچی به عنوان پاپ کلمنت هفتم انتخاب شد و کاترین را در کاخ مدیچی ریکاردی در فلورانس اسکان داد.
- مردم فلورانس او را «دوشس کوچک» می‌نامیدند، به نشانه احترام به ادعایش بر دوک‌نشین اوربینو.

### دوران صومعه و بحران سیاسی
- در سال ۱۵۲۷، خاندان مدیچی در فلورانس توسط مخالفان پاپ کلمنت سرنگون شد.
- کاترین به گروگان گرفته شد و در چندین صومعه نگهداری شد؛ آخرین آن‌ها صومعه سانتیسیما انونزیاتا دله موراته بود که به مدت سه سال خانه‌اش شد.
- مورخ مارک استریج این سال‌ها را «شادترین دوران زندگی‌اش» توصیف کرده است.

### بازگشت به قدرت و آغاز مسیر سلطنتی
- در سال ۱۵۳۰، پس از محاصره فلورانس توسط نیروهای چارلز پنجم، شهر تسلیم شد.
- پاپ کلمنت، کاترین را به رم فراخواند و با آغوش باز از او استقبال کرد.
- سپس به دنبال یافتن همسری مناسب برای او برآمد—که در نهایت به ازدواج با هانری دوم فرانسه در سال ۱۵۳۳ انجامید.

## ملکه فرانسه

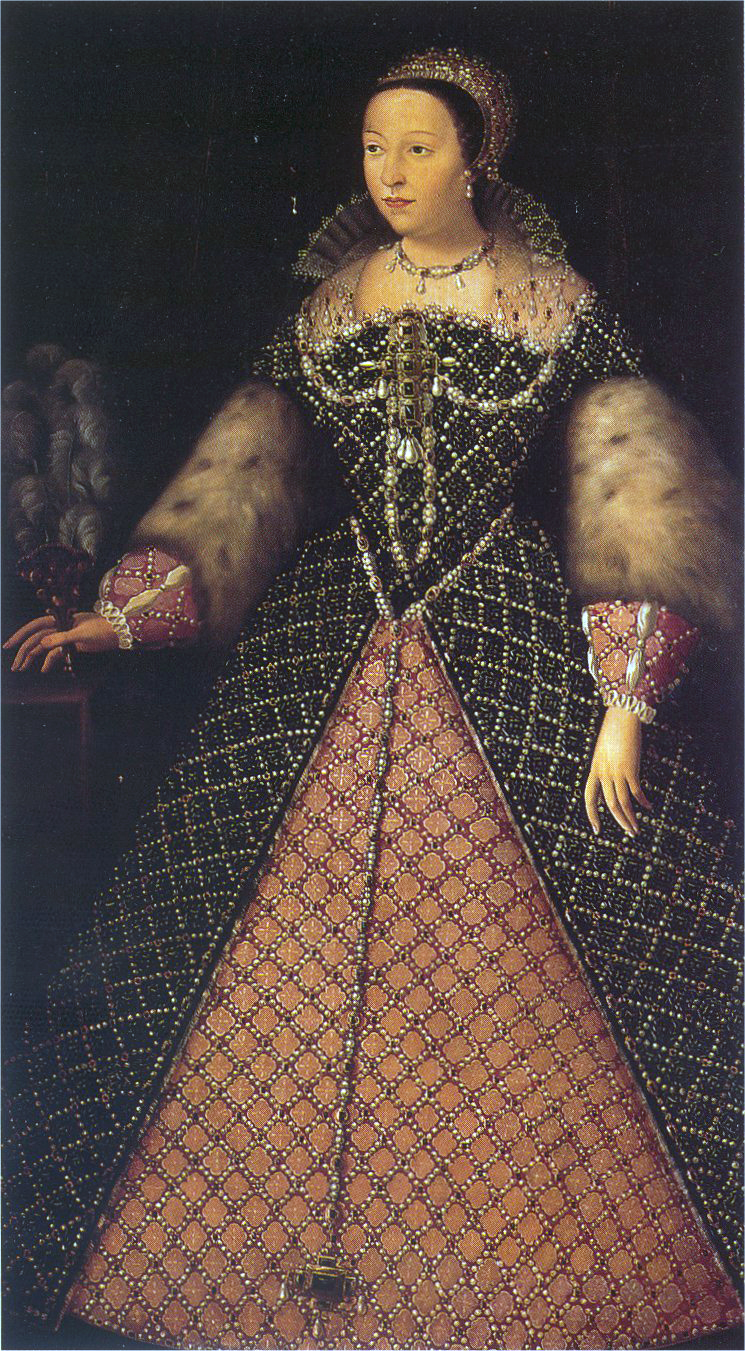
کاترین مدیچی، به عنوان ملکه فرانسه. فرستاده ونیزی با نزدیک شدن به کاترین به چهل سالگی، نوشت: «دهان او خیلی بزرگ است و چشمانش بیش از حد برجسته و بی‌رنگ است»، اما یک زن بسیار برجسته، با چهره‌ای زیبا، پوستی زیبا و دست‌های زیبا و ظریف.

کاترین در شهر فلورانس ایتالیا، در خاندان مدیچی، به دنیا آمد. او دختر لورنتزو مدیچی، دوک اوربینو بود. او در سال ۱۵۳۶ به همسری دوک اورلئان (که بعدها با نام هانری دوم بر تخت شاهی فرانسه نشست) درآمد و از سال ۱۵۴۷ تا سال ۱۵۵۹ ملکهٔ فرانسه بود.
همچنین مادر سه پادشاه فرانسه با نام‌های فرانسوای دوم و شارل نهم و هانری سوم بود. دخترش مارگارت والوآ نیز همسر اولین پادشاه فرانسه از خاندان بوربون یعنی هانری چهارم بود.

### قدرت در حاشیه
- هانری دوم تقریباً هیچ قدرت سیاسی واقعی به کاترین نداد؛ حتی در غیابش، نقش او به‌عنوان نایب‌السلطنه صرفاً تشریفاتی بود.
- دیان دو پوآتیه، معشوقهٔ رسمی شاه، شاتو شنونسو را دریافت کرد—قصری که کاترین آرزویش را داشت.
- دیان در مرکز قدرت قرار گرفت، هدایا دریافت می‌کرد، و حتی در حضور مهمانان، هنری روی پایش می‌نشست و با او گیتار می‌زد یا شوخی‌های صریح می‌کرد.

### بارداری مرگبار و پایان مادری
- در سال ۱۵۵۶، کاترین هنگام زایمان دوقلوها، ژان و ویکتوار، نزدیک بود جان خود را از دست بدهد.
- جراحان برای نجات جان او، مجبور شدند پای ژان را بشکنند؛ او در رحم مرد و ویکتوار نیز هفت هفته بعد درگذشت.
- پزشک شاه توصیه کرد که دیگر نباید فرزندی داشته باشد؛ هنری نیز از آن پس به اتاق خواب کاترین نرفت و تمام وقتش را با دیان گذراند.

### ظهور خاندان گیز
- در دوران سلطنت هنری، برادران گیز قدرت گرفتند:
  - شارل به مقام کاردینالی رسید.
  - فرانسوا، دوست دوران کودکی هنری، دوک گیز شد و بعدها نقش مهمی در جنگ‌های مذهبی ایفا کرد.
- خواهرشان، ماری گیز، با جیمز پنجم اسکاتلند ازدواج کرد و مادر ماری، ملکه اسکاتلند شد.
- ماری در پنج‌سالگی به دربار فرانسه آمد تا با ولیعهد فرانسیس ازدواج کند؛ کاترین او را مانند فرزندان خودش بزرگ کرد، در حالی که مادرش در اسکاتلند نایب‌السلطنه بود.

این دوره را می‌توان نقطهٔ آغاز تنش‌های مذهبی و سیاسی دانست که بعدها کاترین را به یکی از چهره‌های کلیدی در تاریخ فرانسه تبدیل کرد. اگر بخوای، می‌تونم دربارهٔ نقش خاندان گیز در جنگ‌های مذهبی یا رابطهٔ کاترین با ماری، ملکه اسکاتلند، بیشتر برات بنویسم. جذابه چون همه‌چیز به هم گره خورده.

## ملکه مادر

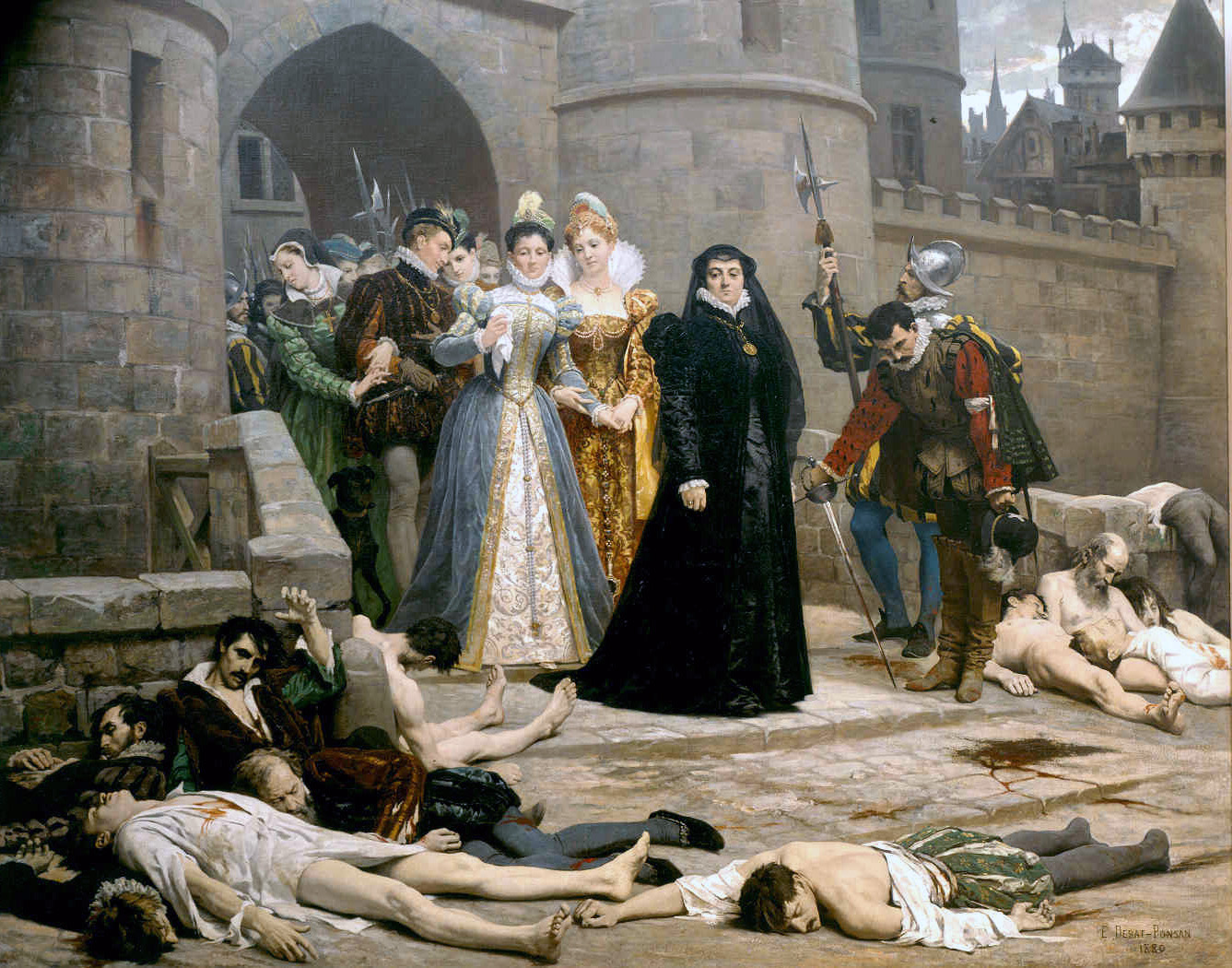
صبحی در مقابل دروازه لوور، اثری متعلق به ادوار دبا-پونسان از قرن نوزدهم میلادی که کشتار سن‌بارتلمی را به تصویر می‌کشد. (کاترین لباس سیاه بر تن دارد)

کاترین مدیچی پس از فرانسوای دوم از سال ۱۵۶۰ تا سال ۱۵۶۴ نایب‌السلطنه فرانسه بود، و پس از آن نیز در تمام تصمیم‌گیری‌های حکومت پسرانش نقش اصلی داشت و از نفوذ گسترده و قدرتمندی برخوردار بود. به همین خاطر کاترین تقریباً تمام مدیریت پادشاهی فرانسه را در دست داشت و به مدت ۳۰ سال تا هنگام مرگ در راس امور بر فرانسه حکومت می‌کرد. وی در زمان سلطنت پسرانش در جنگ‌های خونین مذهبی فرانسه سعی در برقراری صلح بر کشور را داشت.
نقش تعیین‌کننده او در جنگ‌های خونین مذهبی فرانسه و اروپای قرن شانزدهم و فرمان کشتار سن‌بارتلمی کاملاً انکارناپذیر بود و به همین دلیل به‌شدت مورد تنفر مخالفانش قرار داشت. وی پس از مرگ در کنار همسرش هانری دوم در کلیسای سن‌دنی دفن شد.

## قتل‌عام روز سن‌بارتلمی
قتل‌عام روز سن‌بارتلمی یکی از خونین‌ترین و وحشتناک‌ترین رخدادهای تاریخ فرانسه است که نقطه‌ی عطفی در جنگ‌های مذهبی میان کاتولیک‌ها و هوگنوها (پروتستان‌های فرانسوی) به شمار می‌آید.

### پیش‌زمینه‌ٔ فاجعه
- در ۲۲ اوت ۱۵۷۲، دریادار گاسپار دو کولینی—رهبر برجستهٔ هوگنوها—در مسیر بازگشت از لوور، توسط یک تفنگچی از پنجره هدف قرار گرفت و زخمی شد. جراح نامدار آمبروآز پارِه گلوله را خارج کرد و انگشت آسیب‌دیده را قطع نمود.
- گمانه‌زنی‌ها در مورد عامل ترور، به سمت کاترین مدیچی، ملکه مادر، خانوادهٔ قدرتمند گیز و حتی دست‌های پنهان پاپ و اسپانیا رفت.
- کاترین در ظاهر با اشک به ملاقات کولینی رفت، اما بسیاری این اقدام را نمایشی برای پنهان‌سازی نقش او می‌دانند.

### آغاز کشتار
- در شب ۲۳ اوت، شاه شارل نهم با جملهٔ ترسناک «پس همه را بکشید! همه را بکشید!» فرمان آغاز کشتار را صادر کرد.
- با کشته‌شدن کولینی، قتل‌عام در صبح روز ۲۴ اوت، مصادف با روز سن‌بارتلمی، شروع شد و نزدیک به یک هفته در پاریس ادامه یافت. سپس به سایر شهرهای فرانسه نیز گسترش یافت.
- برآورد قربانیان بین ۵ تا ۳۰ هزار نفر است؛ در پاریس، تنها هزاران هوگنو کشته شدند.

### پیامد و میراث تاریخی
- این رویداد رهبری هوگنوها را فروپاشاند و زخم عمیقی بر پیکر فرانسه بر جای گذاشت.
- هانری ناوار، شاه آینده، برای نجات جان خود در ۲۹ سپتامبر به کلیسای کاتولیک گروید. گفته می‌شود کاترین در هنگام گرویدن هانری به کاتولیسیزم، در حضور سفرای خارجی خندید.
- تاریخ‌نگار فرانسوی ژول میشلِه نوشت: «سن‌بارتلمی یک روز نبود، بلکه یک فصل بود».
- از آن زمان، کاترین در چشم مخالفان به ملکهٔ بدذات ایتالیایی بدل شد—زنی که بر اساس اصول ماکیاولی همه دشمنان را در یک ضربه از میان برداشت.

قتل‌عام روز سن‌بارتلمی، که دو روز بعد آغاز شد، تا امروز لکه‌ای تیره بر چهرهٔ کاترین باقی گذاشته است. شواهدی وجود دارد که نشان می‌دهد کاترین در تصمیم‌گیری برای این کشتار نقش داشته، زمانی که شارل نهم در ۲۳ اوت گفته می‌شود فرمان داد: «پس همه را بکشید! همه را بکشید!» مورخان بر این باورند که کاترین و مشاورانش انتظار شورش هوگنوها را برای گرفتن انتقام داشتند و تصمیم گرفتند پیش‌دستی کنند و رهبران هوگنو را در حالی که هنوز پس از مراسم ازدواج در پاریس بودند، نابود سازند.